# Hagenbach (Bad Friedrichshall)
Bad Friedrichshall-Hagenbach ist ein Stadtteil von Bad Friedrichshall im Landkreis Heilbronn im nördlichen Baden-Württemberg. Die ehemals selbstständige Gemeinde gehört seit 1935 zum zwei Jahre zuvor gegründeten Bad Friedrichshall.

## Geografie
Hagenbach liegt am rechten Steilufer des Kochers knapp zwei Kilometer nordöstlich des an der Kochermündung zum Neckar liegenden Bad Friedrichshaller Stadtteils Kochendorf.

## Geschichte
Auf der heutigen Gemarkung von Hagenbach bestand zur Zeit der Römer eine Feldflur inmitten eines großen Waldes auf der Hochfläche zwischen Kocher- und Jagstmündung, wohl mit Gutshof im Gewann Mauer. Der Ursprung des heutigen Ortes liegt in der Rodung und Besiedlung des einstigen Waldbestandes um 1100. Der 1296 erstmals als Hagenbuoch genannte Ort erhielt seinen Namen wohl durch die Umzäunung (Hag) der Rodungsfläche mit Hainbuchen (Hagebuchen). Der älteste Siedlungskern in Hagenbach liegt beim Friedhof im Gewann Mauer an der Stelle, an der die Römer wohl auch schon gesiedelt hatten. Rund 300 Meter entfernt wurde an der Stelle des heutigen Alten Rathauses um 1200 ein herrschaftliches Steinhaus errichtet, um das sich der heutige Ort entwickelte. Um 1300 war von fünf Lehensgütern die Rede, die unter der Grundherrschaft des Bistums Worms standen, das die Güter an das Stift Wimpfen übertrug. Als Ortsadel traten seit dem Hochmittelalter die Herren von Wittstatt auf, die darauf genannt Hagenbuch waren. Konradt von Wittstatt genannt Hagenbuch erhielt den Ort 1467 als Reichslehen. Philipp von Wittstatt verkaufte den inzwischen auf rund 15 Höfe angewachsenen Ort 1506 mit Anteilen an Duttenberg und Heuchlingen an den Deutschen Orden. Auf dessen Amtsschreiber geht die Namensänderung zu Hagenbach zurück, wobei es kein Gewässer dieses Namens im Ort oder seiner Umgebung gibt.
Kirchlich zählte Hagenbach wohl ursprünglich als Filiale zur Kreuzkapelle in Duttenberg, kam bis ins 16. Jahrhundert dann zu Untergriesheim und wurde später gemeinsam mit Kochendorf eine selbstständige Kirchengemeinde. Aufgrund der Zugehörigkeit zum Deutschen Orden blieb der Ort während der Reformation katholisch.
Bei der Säkularisation des Deutschen Ordens kam Hagenbach 1805 an das Kurfürstentum Württemberg. Bei der Umsetzung der Verwaltungsgliederung im neu gegründeten Königreich Württemberg wurde Duttenberg 1806 dem Oberamt Neckarsulm zugeordnet. 1935 wurde der Ort nach Bad Friedrichshall eingemeindet. In der Fläche zwischen den Stadtteilen Jagstfeld, Kochendorf und Hagenbach hat sich seitdem mit einem ausgedehnten Gewerbegebiet eine neue Stadtmitte gebildet, durch die Ausweisung eines Baugebiets längs der Hagenbacher Straße zwischen Kochendorf und Hagenbach ist Hagenbach Teil eines geschlossenen Siedlungsgebiets geworden.
Die Stadt hat in ihrer Hauptsatzung neben den Stadtteilen Duttenberg, Untergriesheim und Plattenwald den Stadtteil Bad Friedrichshall ausgewiesen, der Hagenbach, Jagstfeld und Kochendorf (ohne Plattenwald) umfasst. Diese Stadtteile bilden Wohnbezirke für die Unechte Teilortswahl.

## Sehenswürdigkeiten

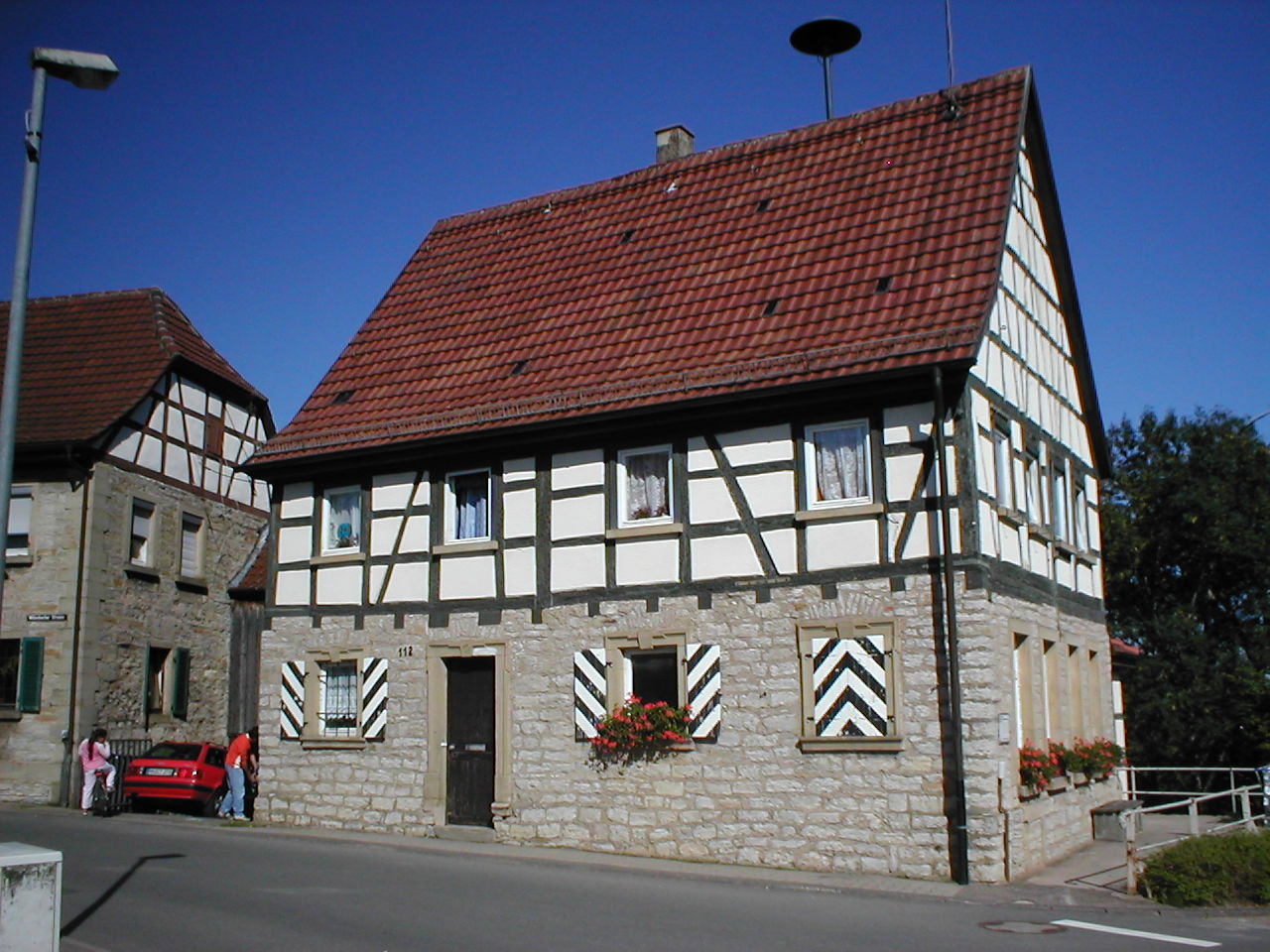
Altes Rathaus Hagenbach

- Das Alte Rathaus in Hagenbach wurde um 1800 an Stelle der früheren Burg Hagenbach (Steinhaus, später auch Steinschloss) erbaut.
- Die Friedhofskapelle markiert den ursprünglichen Hagenbacher Siedlungskern und ist das älteste erhaltene Gebäude in Hagenbach. Die Kapelle war die ursprüngliche, dem heiligen Kilian geweihte Hagenbacher Kirche und wurde 1512 erstmals erwähnt. In der nach dem Zweiten Weltkrieg zeitweilig im Inneren zu einem Gefallenenehrenmal umgestalteten Kapelle haben sich spätgotische Malereien erhalten. Die zuletzt 1995 umfassend sanierte Kapelle wird nur noch gelegentlich genutzt. Auf dem Hagenbacher Friedhof befinden sich außerdem eine moderne Aussegnungshalle und ein freistehender Glockenturm für die bei der Glockengießerei Bachert gegossene Friedhofsglocke.
- Die Kilianskirche wurde 1753 als Ersatz für die zu klein gewordene Friedhofskapelle mit Unterstützung durch Deutschordenskomtur Johann Christoph von Buseck durch Baumeister Franz Häffele erbaut. Schiff und Chor dieser Kirche bilden heute die östliche Hälfte des 1958/59 nach Westen hin erweiterten Kirchengebäudes.
- Historische Wegkreuze

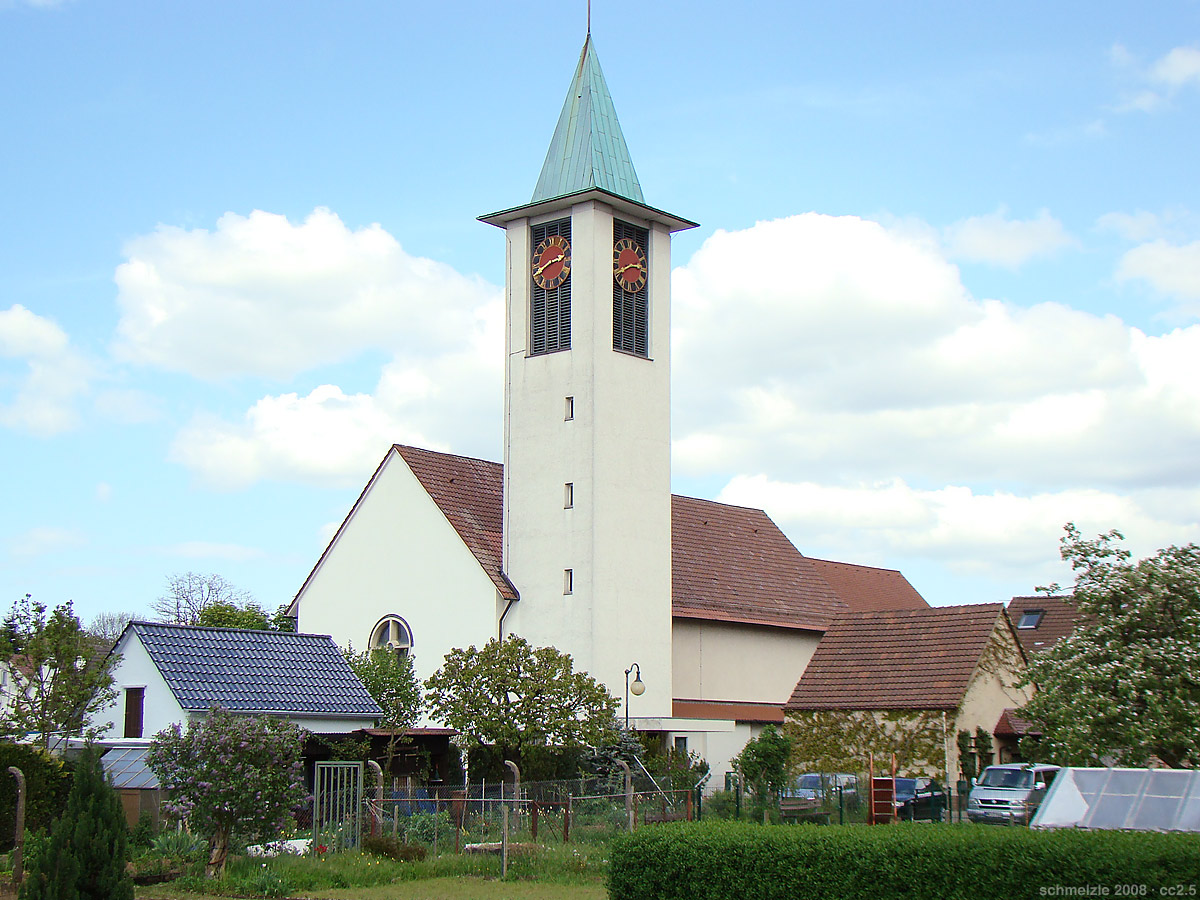
Kilianskirche
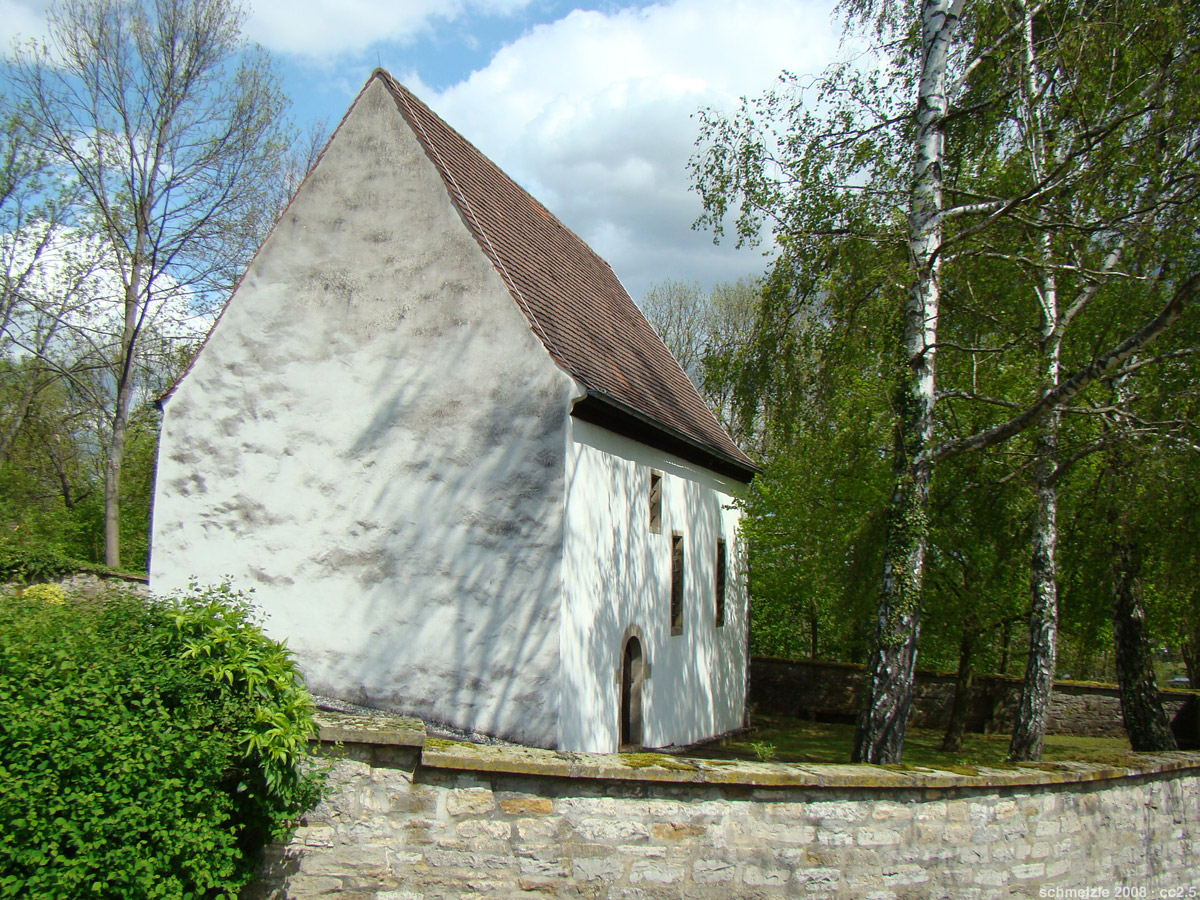
Friedhofskapelle Hagenbach
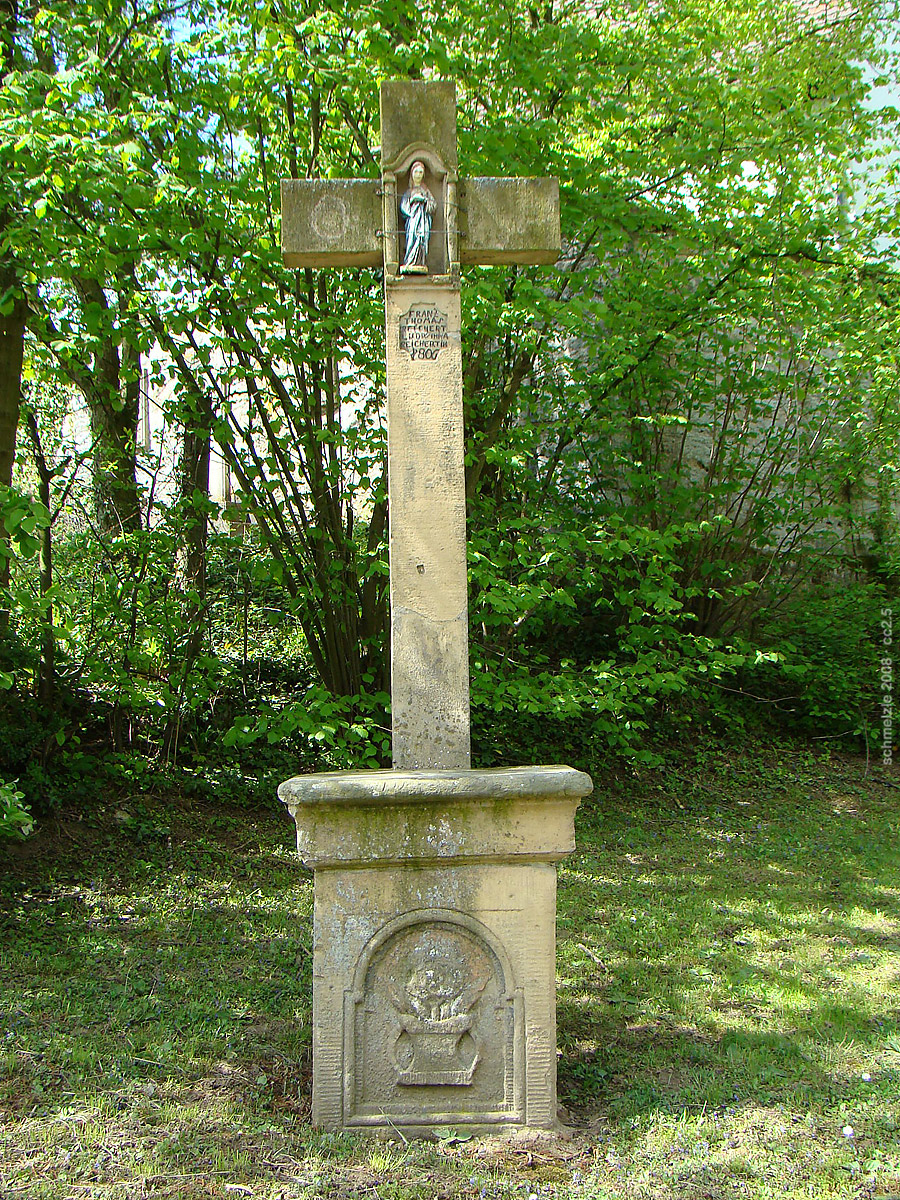
Altes Wegkreuz